# تورونتش
تورونتش (بالتركية: Turunç)‏ بلدة ومنتجع عطلات تركي يقع في مديرية مرماريس في مقاطعة موغلا، بتركيا.  تتميز الواجهة البحرية للمدينة بالمطاعم والأسواق، وهي إحدى المدن الواقعة على ساحل الريفيرا التركية.

## الموقع
تقع تورونتش على بُعد 20 كيلومتر (12 ميل) جنوب مرماريس على البحر الأبيض المتوسط ويُحيط بها جبال طوروس.
مساحة المدينة حوالي 1 كيلومتر (0.62 ميل) ، ويمكن قطعها في نصف ساعة مشياً عللى الأقدام من جانب إلى آخر.
المدن القريبة من تورونتش تشمل: إيتشميلار ومرماريس.

## التاريخ
كانت المنطقة قرية صيادي أسماك في السابق، وكانت مأهولة بالسكان منذ العصور القديمة حيث يوفر البحر مجموعة متنوعة من الموارد الثمينة.
لا توجد معلومات حول الحي وماضيه.

## الاقتصاد
يعتمد اقتصاد الحي بشكل أساسي على السياحة، ثم الزراعة وتربية الحيوانات.
فقد سكان القرية ثقافتهم السابقة كصيادين بسبب السياحة.

## جوائز بيئية
فازت القرية بجائزة العلم الأزرق تقديراً لشاطئها النظيف ونوعية المياه.
على الرغم من التطور السريع في المنطقة في السنوات الأخيرة، إلا أنه تم الحفاظ على البيئة الطبيعية في تورونتش.

## المناخ والسياحة
المناخ دافئ، مما يُمكّن للموسم السياحي أن يمتد 7 أشهر في السنة من أبريل إلى أكتوبر.

## البنية التحتية
- أقرب مطار هو مطار دالامان وهو علي بعد 120 كيلومتر (75 ميل) شرق تورونتش.
- مطار عدنان مندريس في أزمير على بُعد 270 كيلومتر (170 ميل) شمال المدينة.
- يمر الطريق المؤدي إلى البلدة عبر جبال طوروس، وحد السرعة عليه منخفضة للغاية.
- المسافة من مرماريس إلى تورونتش حوالي 20 دقيقة بالسيارة.
- يوجد بها مدرسة ابتدائية.
- المدينة لديها شبكة مياه الشرب وشبكة صرف صحي.
- يوجد فرع لمكتب البريد التركي PTT.
- تتوفر عيادة صحية.
- يوجد كهرباء وهاتف أرضي في المنتجع.